# 李家蕙
李家蕙，福建明溪縣人，清朝政治人物。同進士出身。
嘉慶十九年（1814年），登進士，擔任翰林院庶吉士、国史馆总纂。